# Gambir
För andra betydelser, se Gambir (olika betydelser).

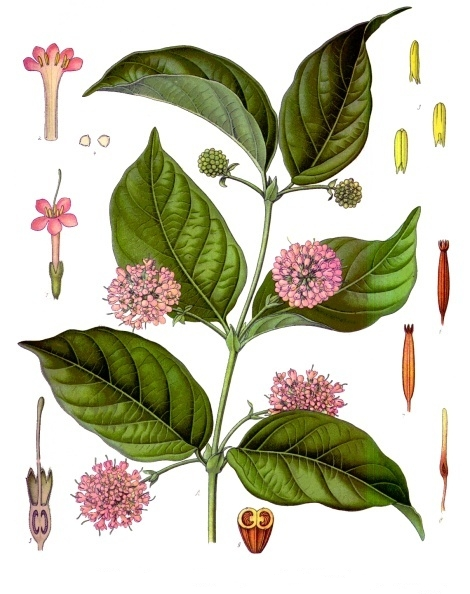
Uncarcia gambir

Gambir, även kallad gul katechu, är ett extrakt från kvistar och blad från ett par i södra Orienten växande buskar, Uncaria gambir och Uncaria acida. Dessa växter odlas särskilt på Sri Lanka och i Sydostasien. Extraktet framställs till block eller mindre tärningar.
Gambir har sedan länge använts som garvningsmedel men också för färgning av siden- och bomullstyger. Det används främst i kombination med andra garvmedel, t.ex. krom. Vid färgning erhålls en ljusäkta brun färg. 
Garvämneshalten i extratet är ganska hög, men varierar hos olika sorter. För blockgambir innehåller extraktet ca 39 % garvämne, 13 % icke garvämne, 40 % vatten och 8 % olösliga beståndsdelar. För tärningsgambir är sammansättningen ca 55 % garvämne, 17 % icke garvämne, 16 % vatten och 12 % olösliga beståndsdelar.
Gambir är endast lösligt i varmt vatten och vid avkylning utfälls lätt betydande mängder katekin.